# ويبقى الأمل (مسلسل)
«ويبقى الأمل» مسلسل تركي تم إنتاجه في 2013 من قبل شركة Gold Film كتبه دنيز أكجاي وأخرجه نيسان أكمان.
المسلسل يتحدث عن الحب الوفاء والتغير الكامل في حياه شخص تغيرًا كاملا من خلال شخصية البطلة " التي تبلغ من العمر 23 عاما وتعيش مع والدتها وزوج أمها وابنائه الثلاث في منزل واحد.
تعمل البطلة في صالون لتززين الشعر، وتضطر لأن تسلم راتبها إلى زوج أمها العاطل عن العمل. ولكن في يوم ما، تطلب إحدى الزبونات في الصالون، وهي مديرة لأحدى الوكالات للكاستنج، منها أن تجري اختبار تصوير.
أحداث المسلسل متداخلة وتكشف حيوات الشباب وتقاطع مساراتهم وتتداخل الأقدار في قصص حب صعبة تتحدى المستحيل.

## وصلات خارجية
- ويبقى الأمل على موقع IMDb (الإنجليزية)
- ويبقى الأمل على موقع قاعدة بيانات الفيلم (الإنجليزية)